# Cosenza (provins)
Cosenza är en provins i regionen Kalabrien i Italien. Cosenza är huvudort i provinsen. Provinsen bildades 1860 ur provinsen Calabria Citeriore när Kungariket Sardinien annekterade Kungariket Bägge Sicilierna. Vid Tyrrenska havet ligger bland annat staden Campora San Giovanni.

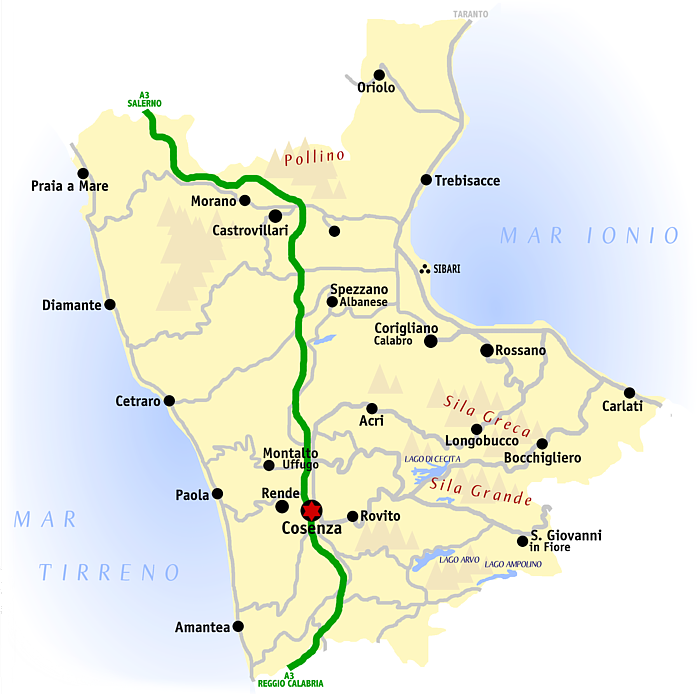
Karta över provinsen

## Administration
Provinsen Cosenza var indelad i 155 comuni (kommuner), efter ändringen 2017 när kommunen Casali del Manco bildades genom en sammanslagning av de tidigare kommunerna Casole Bruzio, Pedace, Serra Pedace, Spezzano Piccolo och Trenta var det 151. När kommunen Corigliano-Rossano bildades 2018 genom en sammanslagning av kommunerna Corigliano Calabro och Rossano blev det 150. All kommuner finns i lista över kommuner i provinsen Cosenza.